# Erythrina crista-galli
Ne doit pas être confondu avec Crista galli ou Crête de coq.
Espèce
Classification phylogénétique
Erythrina crista-galli, appelée localement ceibo, seibo ou bucaré, est une espèce de plantes à fleurs de la famille des Fabaceae et du genre Erythrina. C'est un arbre originaire d'Amérique du Sud.

## Répartition
L'arbre est originaire d'Amérique du Sud. On le trouve en Bolivie, au Brésil, au Paraguay, en Argentine et en Uruguay. Dans ces deux derniers pays, la fleur de ceibo est fleur nationale.

## Étymologie
Son nom générique, « Erythrina » provient du grec « ερυθρος (erythros) » qui signifie « rouge ». Son nom spécifique, « crista galli », vient du latin et signifie « crête de coq ». Ses fleurs font penser à des crêtes de coq bien rouges.

## Description
C'est un arbre de petite taille (5 à 8 m), bien que certains exemplaires atteignent jusqu'à dix mètres de hauteur, comme certains individus des provinces de Salta, Jujuy et Tucumán dans le nord-ouest argentin.
La racine est pivotante, avec des nodosités produites par des bactéries nitrifiantes, qui vivent en symbiose, facilitant à la racine l'absorption de l'azote.
Le tronc est ligneux, irrégulier ; les branches portent des épines formant un feuillage sans forme définie, et meurent après floraison.
Le bois tendre, léger et blanchâtre est sans usage.
Les fleurs sont rouges, et forment des inflorescences en grappe, sont pentamères, à symétrie bilatérale. La floraison a lieu d'octobre à avril. Le calice est gamosépale, et forme avec la corolle un périanthe dont les sépales et pétales sont de couleur semblable mais de forme distincte. Son pourtour de couleur marron lui donne un aspect fané. La corolle en forme de papillon évoque en cela celle du haricot (Phaseolus vulgaris), mais elle s’en distingue par la position inférieure de son pétale le plus important (l'étendard). Selon le langage des fleurs, elles sont une invitation au voyage.
Les fleurs sont riches en nectar et sont visitées par des insectes, qui doivent généralement ramper sous la carène et ainsi polliniser les fleurs.

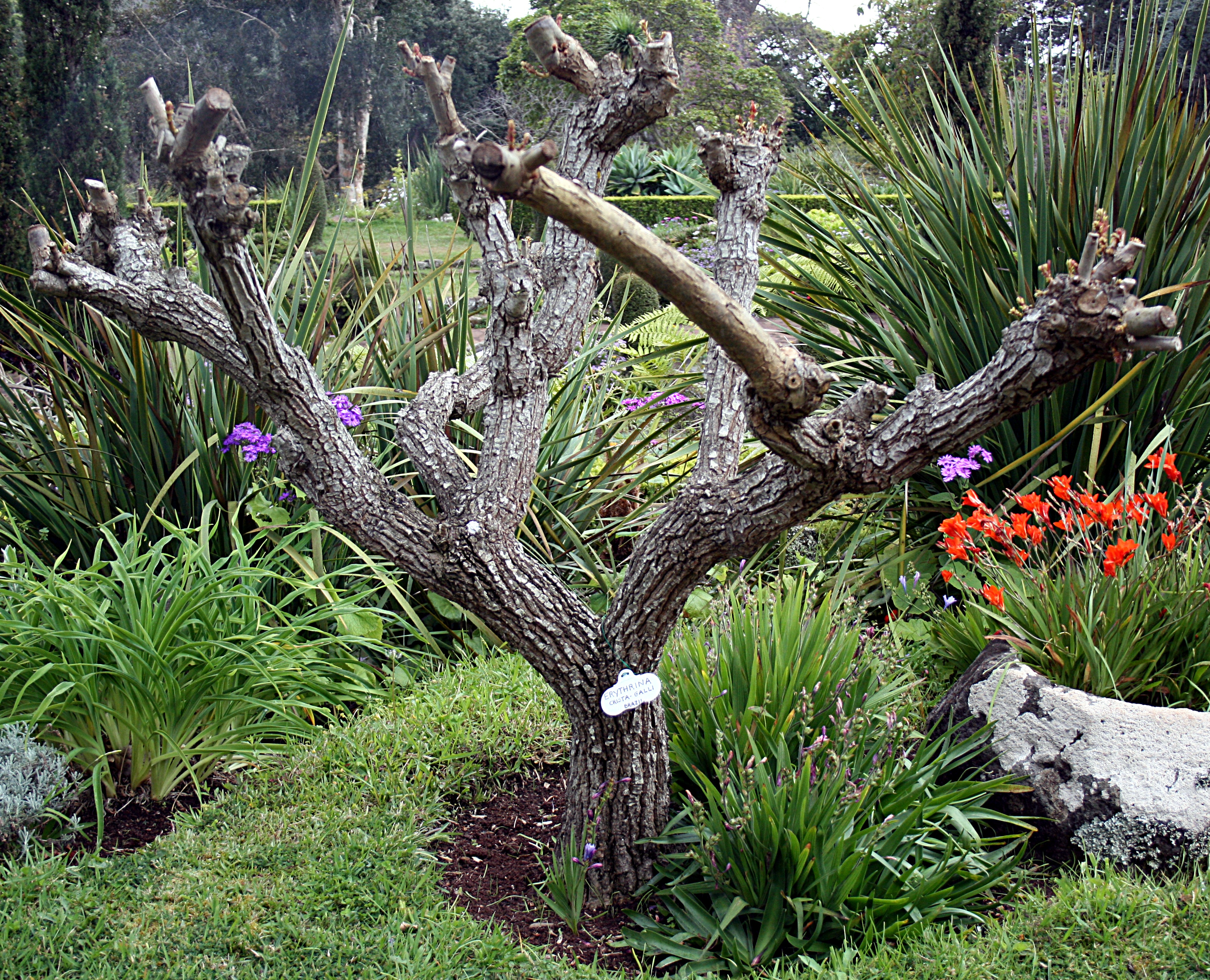
Arbre de l'espèce Erythrina_crista-galli, taillé, Jardins du Palheiro sur l'île de Madère.

Le fruit est une légumineuse, une gousse sèche de quelques centimètres de longueur dérivée d'un seul carpelle et contient environ 8 à 10 graines en forme de haricot marron. Les cotylédons sont hypogées, restant sous terre lors de la germination.
Quelques beaux exemplaires de cet arbre sont présents dans le parc du château de Nice (Alpes-Maritimes).

## Culture
C'est un arbre facile d'entretien. Il apprécie un emplacement en plein soleil, avec un sol bien drainé, et une irrigation régulière. Dans les régions froides, on pourra rabattre l'arbre à 10 cm du sol avant les premières gelées puis le pailler pour protéger la souche du froid. Elle repoussera en buisson au printemps suivant.

## Galerie

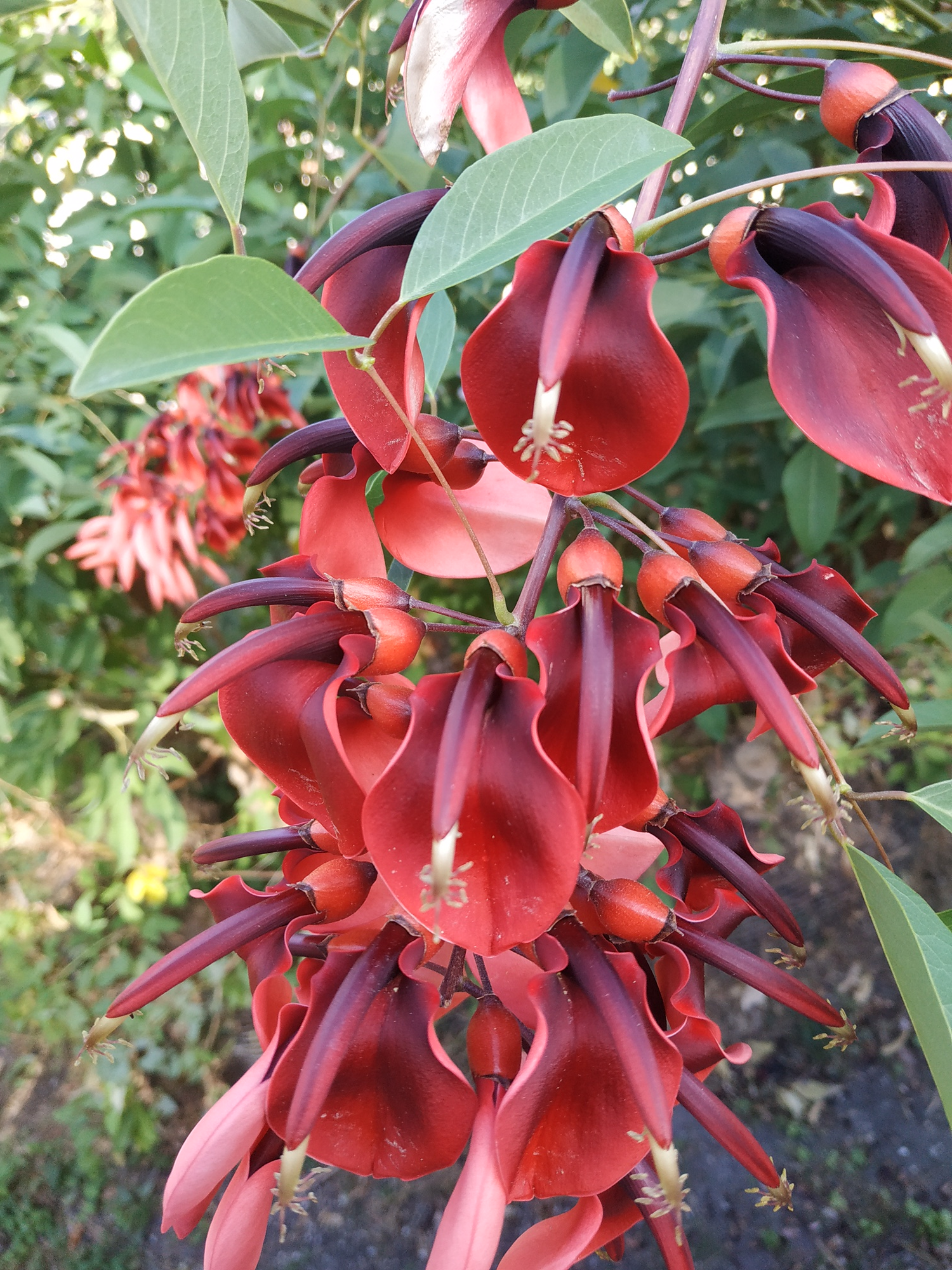
Fleurs - Jardin public de Bordeaux.
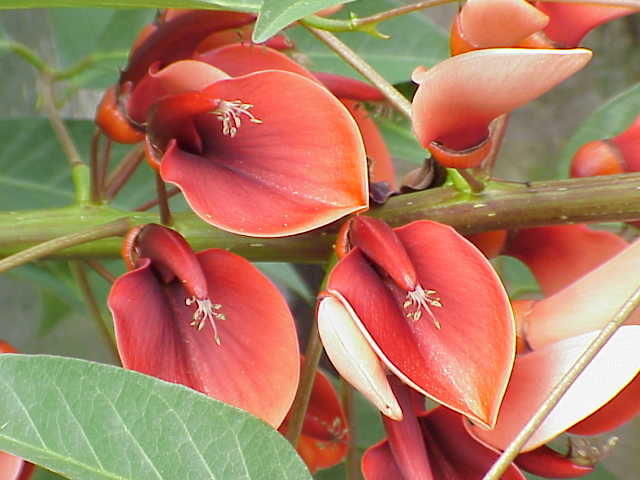
Fleurs.
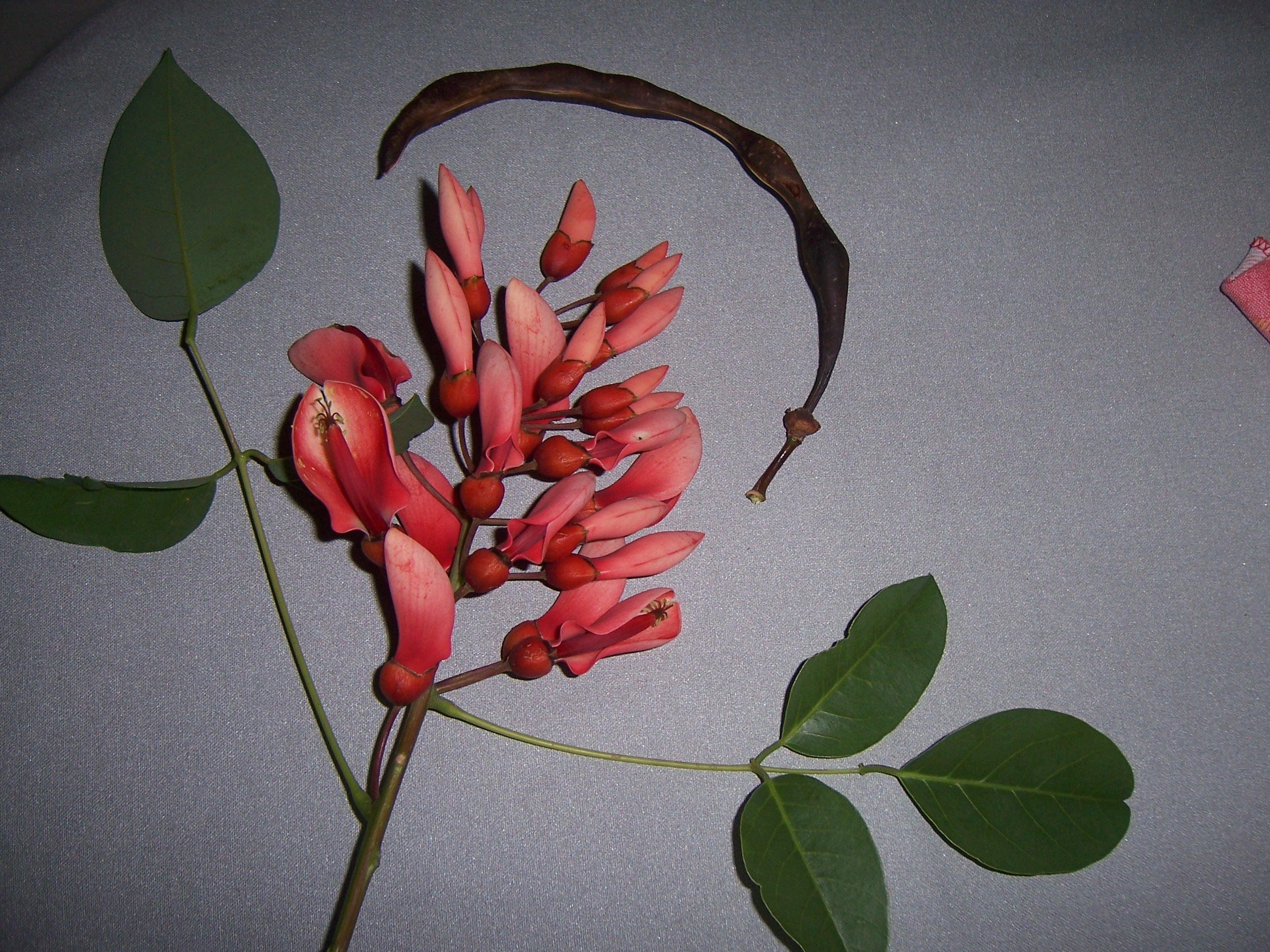
Fruit et fleurs de Ceibo.
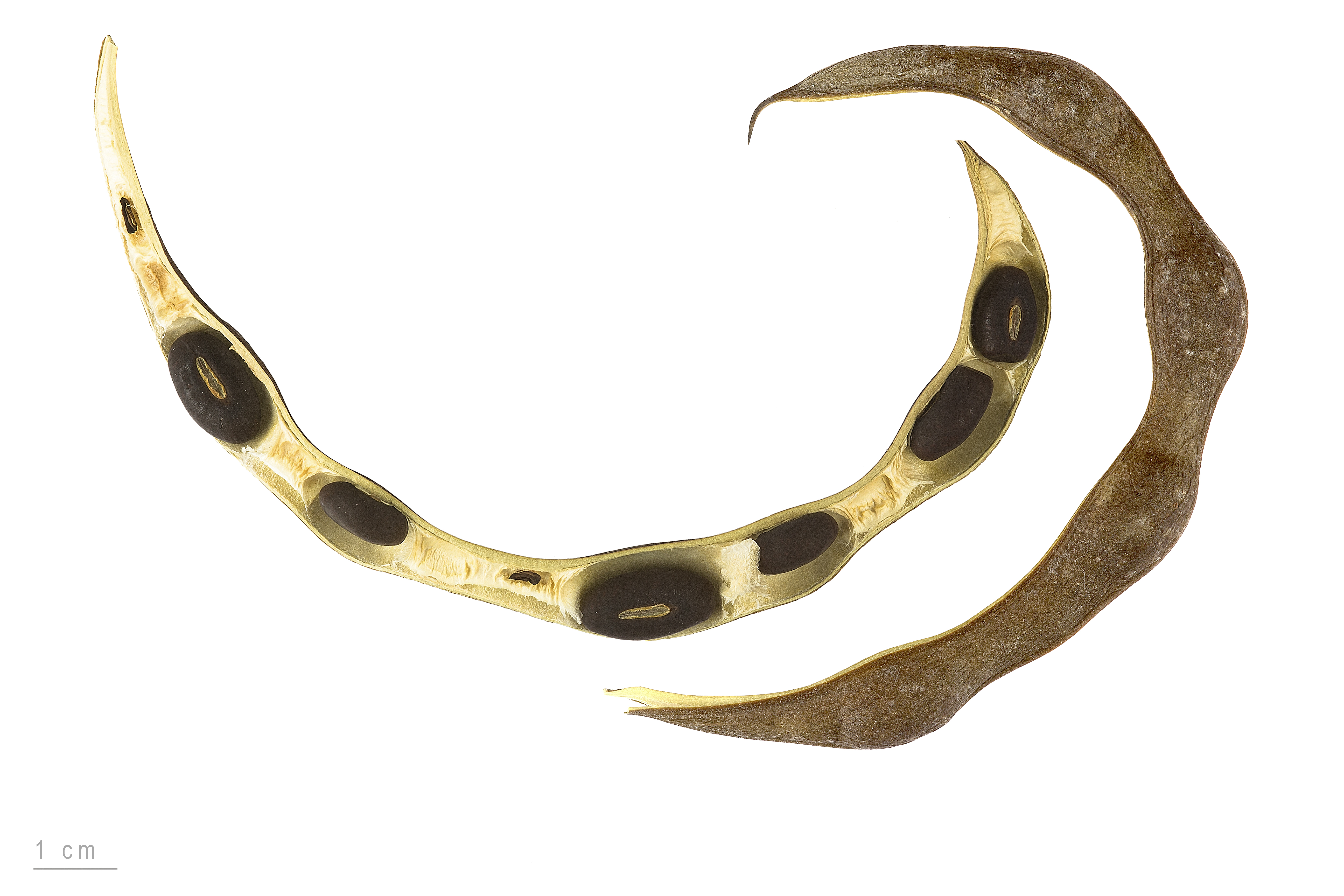
Graines d'Erythrina crista-galli. Muséum de Toulouse